# Клейсвілл (Пенсільванія)
Клейсвілл (англ. Claysville) — місто (англ. borough) в США, в окрузі Вашингтон штату Пенсільванія. Населення — 733 особи (2020).

## Географія
Клейсвілл розташований за координатами 40°7′13″ пн. ш. 80°24′47″ зх. д. / 40.12028° пн. ш. 80.41306° зх. д. (40.120321, -80.413189).  За даними Бюро перепису населення США в 2010 році місто мало площу 0,82 км², з яких 0,80 км² — суходіл та 0,01 км² — водойми.

## Демографія
Згідно з переписом 2010 року, у селищі мешкало 829 осіб у 327 домогосподарствах у складі 206 родин. Густота населення становила 1016 осіб/км².  Було 351 помешкання (430/км²).
Расовий склад населення:
| - 97,1 % — білих - 0,5 % — чорних або афроамериканців - 0,4 % — корінних американців - 0,4 % — азіатів |

До двох чи більше рас належало 1,7 %. Частка іспаномовних становила 0,6 % від усіх жителів.
За віковим діапазоном населення розподілялося таким чином: 22,1 % — особи молодші 18 років, 58,4 % — особи у віці 18—64 років, 19,5 % — особи у віці 65 років та старші. Медіана віку мешканця становила 44,8 року. На 100 осіб жіночої статі у селищі припадало 103,7 чоловіків;  на 100 жінок у віці від 18 років та старших — 94,0 чоловіків також старших 18 років.
Середній дохід на одне домашнє господарство  становив 57 751 долар США (медіана — 45 000), а середній дохід на одну сім'ю — 71 758 доларів (медіана — 65 395). Медіана доходів становила 48 750 доларів для чоловіків та 37 857 доларів для жінок. За межею бідності перебувало 15,8 % осіб, у тому числі 17,9 % дітей у віці до 18 років та 4,2 % осіб у віці 65 років та старших.
Цивільне працевлаштоване населення становило 456 осіб. Основні галузі зайнятості: освіта, охорона здоров'я та соціальна допомога — 19,5 %, будівництво — 14,9 %, роздрібна торгівля — 13,4 %.